# Кижі

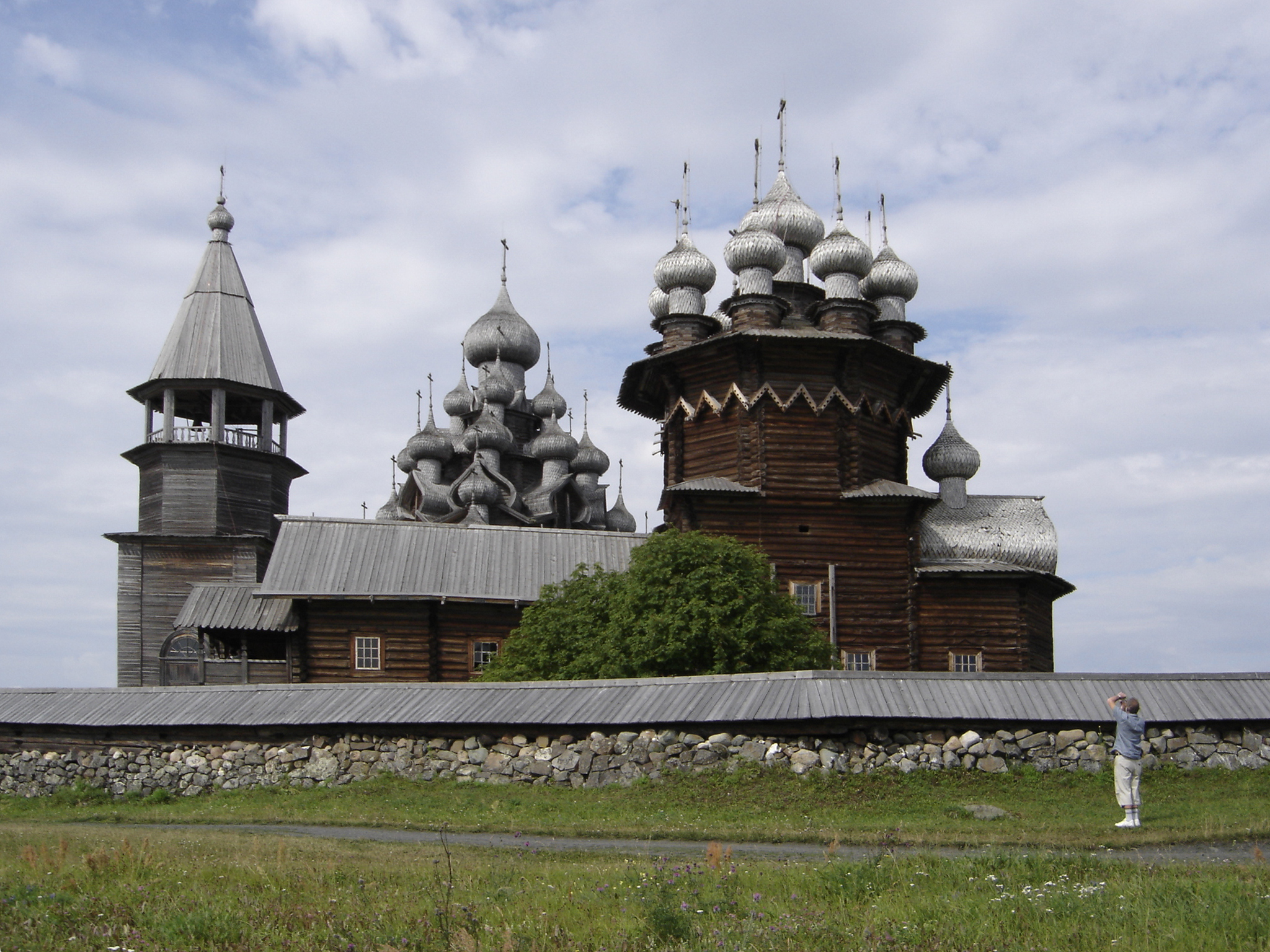

Ки́жі, (також поширений варіант Кижі́, деякі філологи називають його «загальноприйнятим») Кижський погост (рос. Кижи, карел. Kiži) — архітектурний ансамбль у складі Державного історико-архітектурного музею «Кижі», розташований на острові Кижі Онезького озера в Карелії. Складається з двох церков та дзвіниці XVIII—XIX століть, оточених однією огорожею — реконструкцією традиційних огорож погостів. Об'єкт всесвітньої спадщини ЮНЕСКО в Росії.

## Назва
Назва «Кижі», за однією з версій, походить від вепського слова kiz (kidz) — «мох (який росте на дні водойм)». За іншою версією, назва сходить до вепс. kiši — «грище, місце для ігор, святкувань».
Широко вживається вимова з наголосом на другий склад, але в Заонежжі традиційно наголошують перший.

## Історія

### Створення комплексу

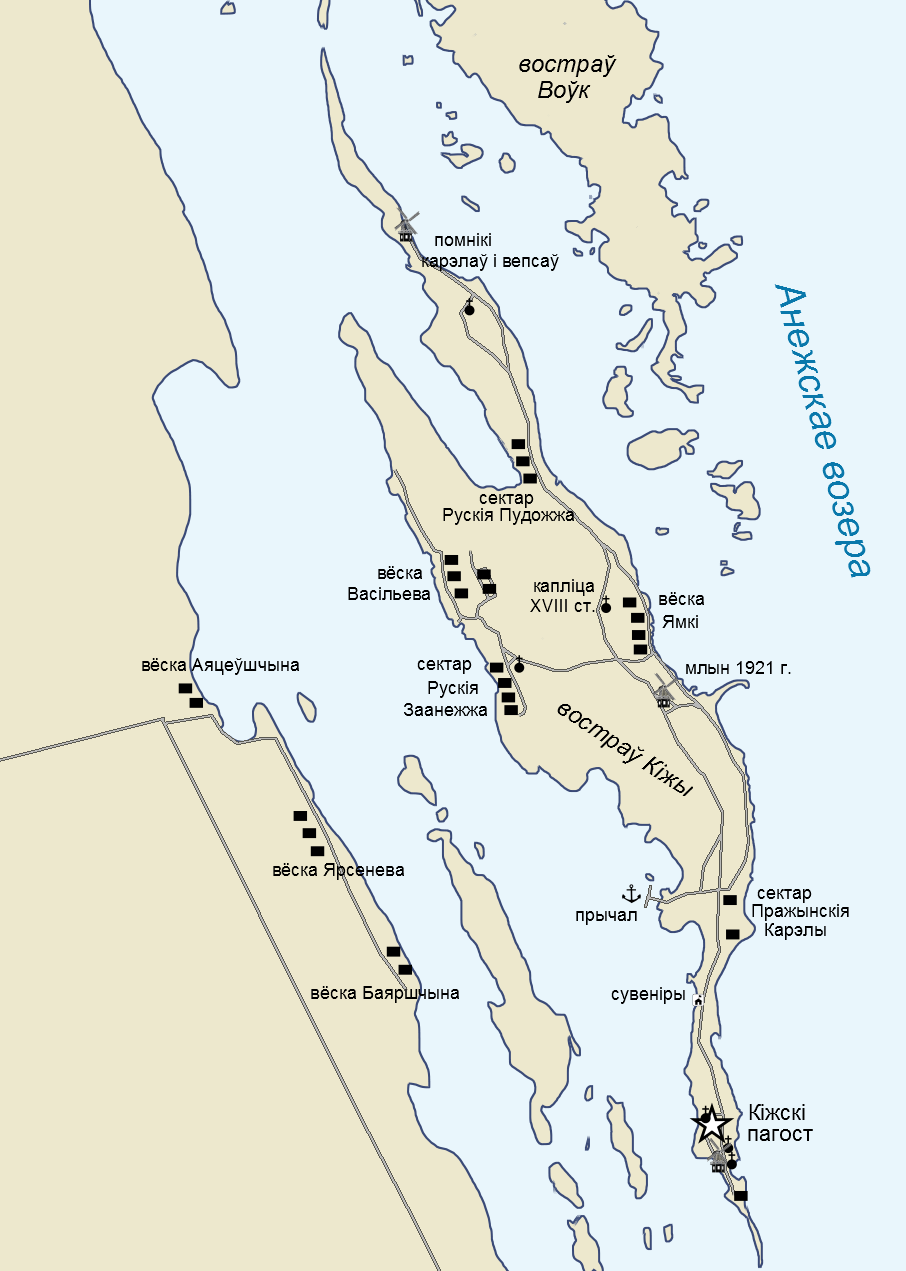
Карта острова Кижі

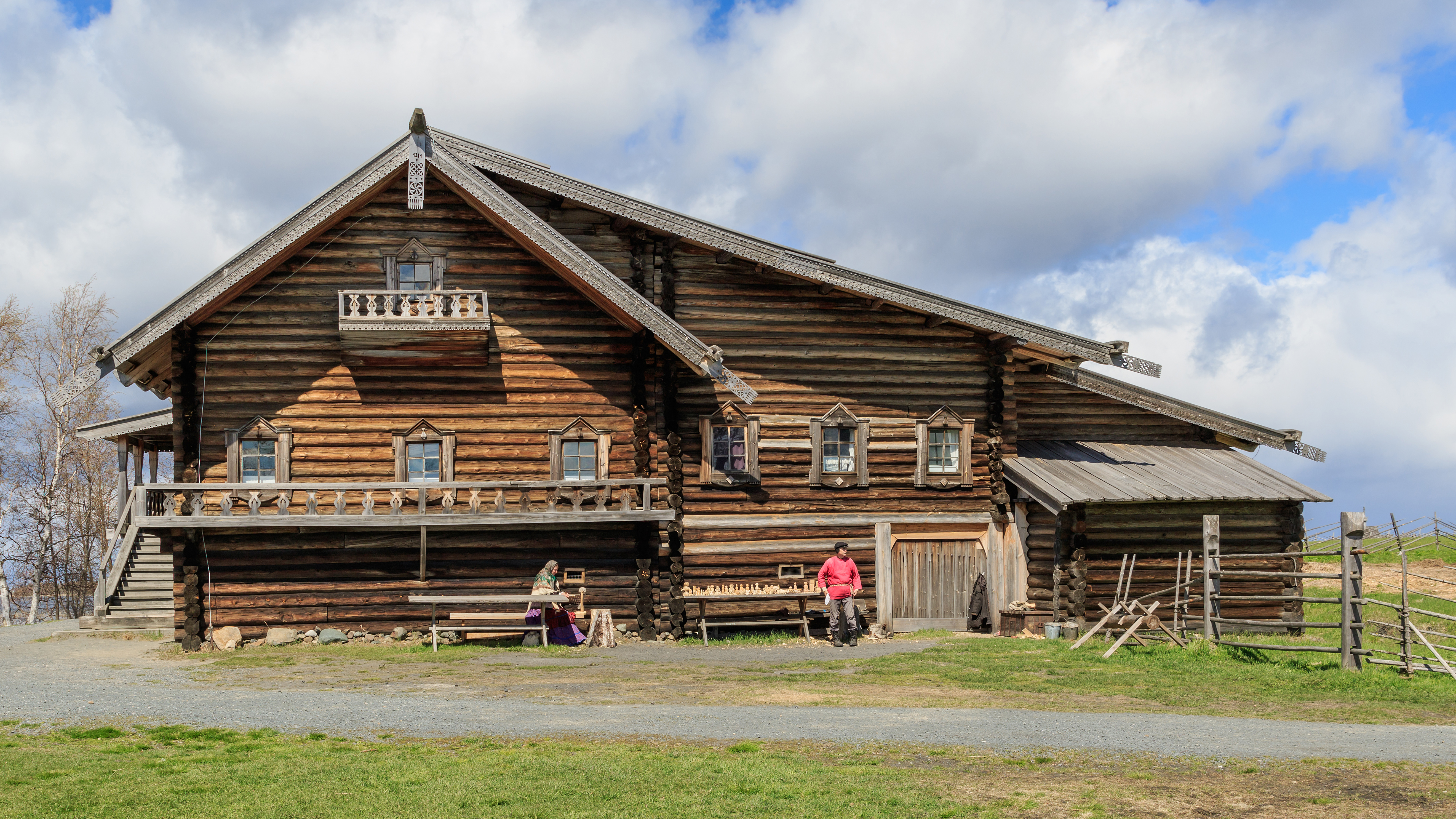
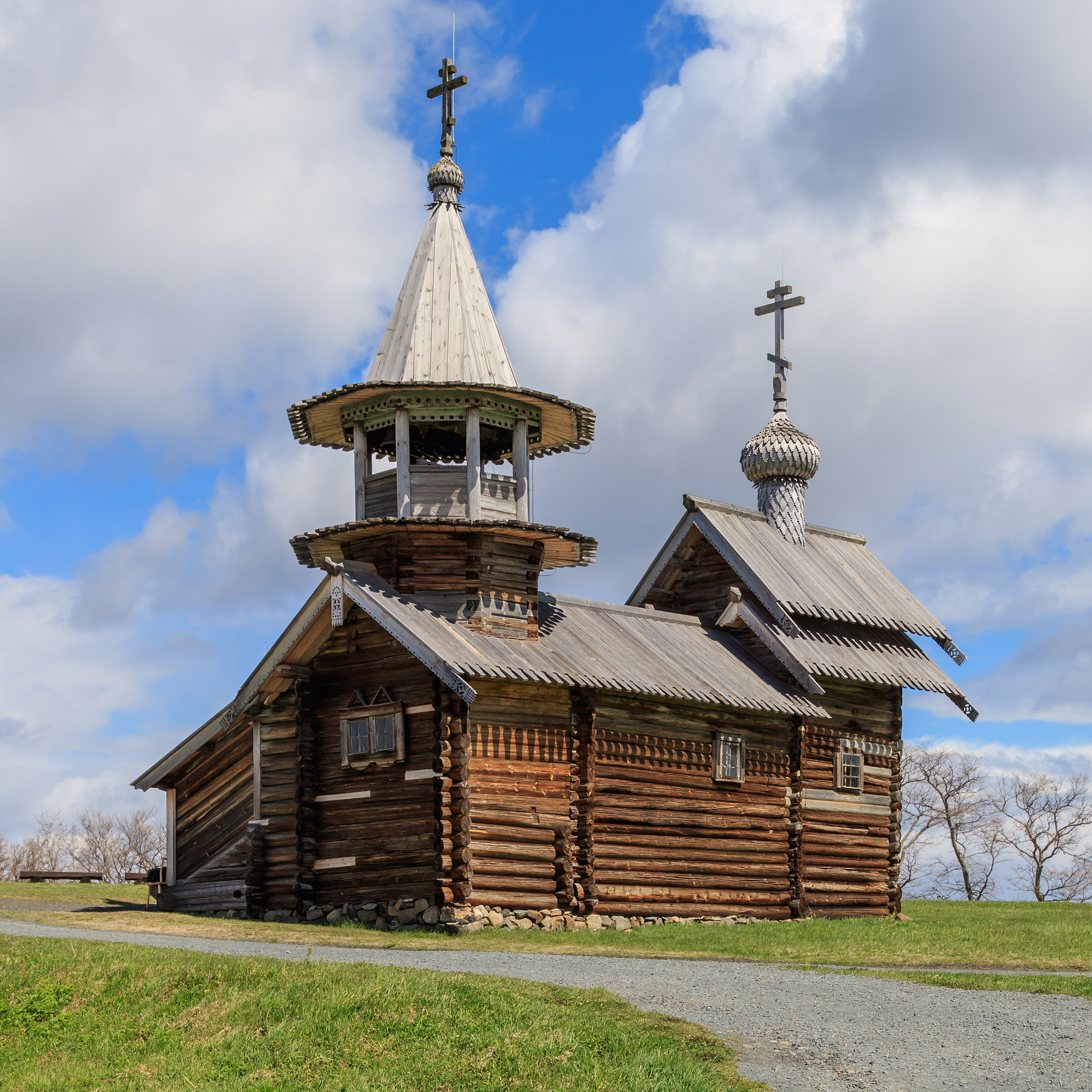
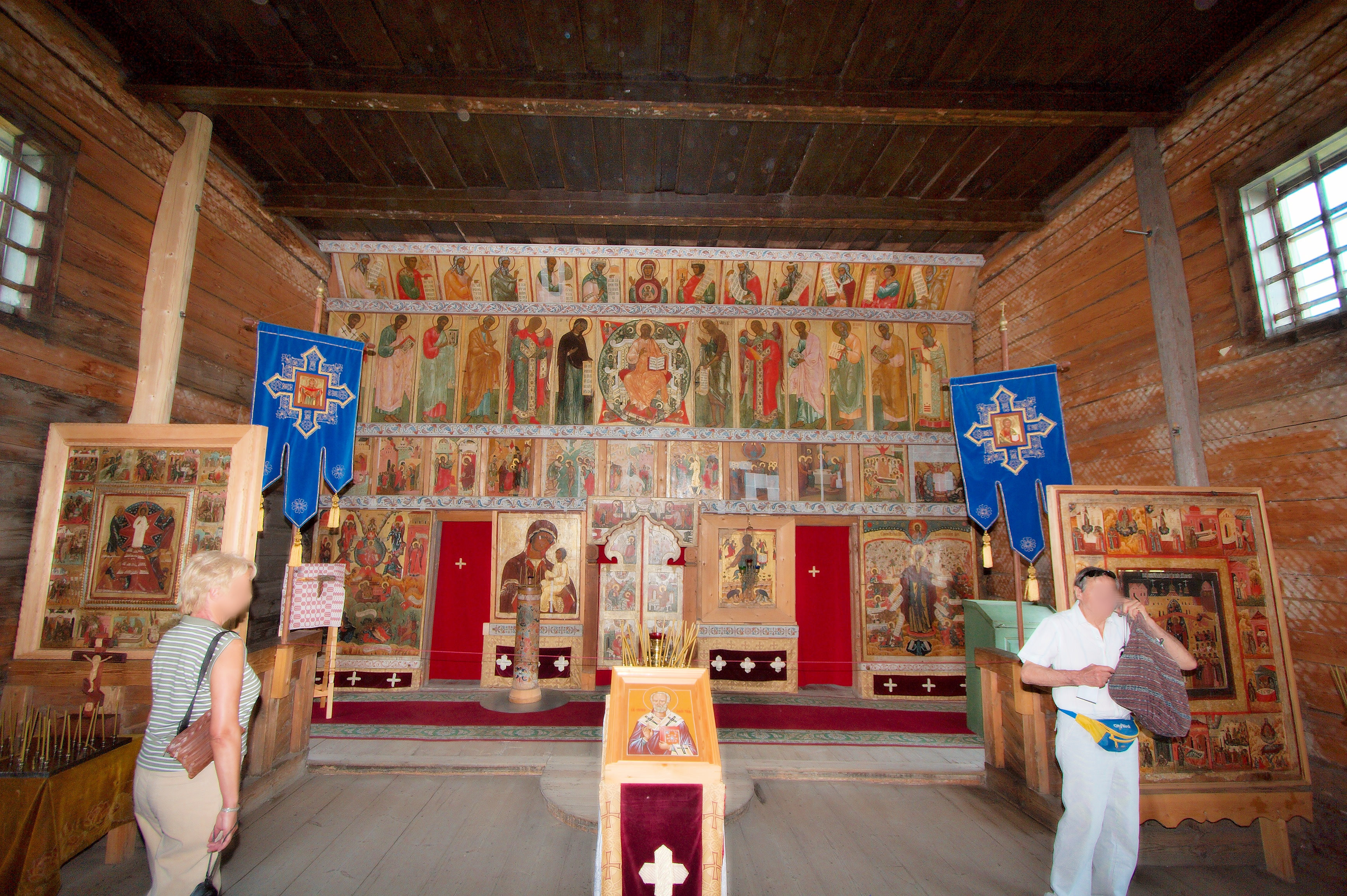
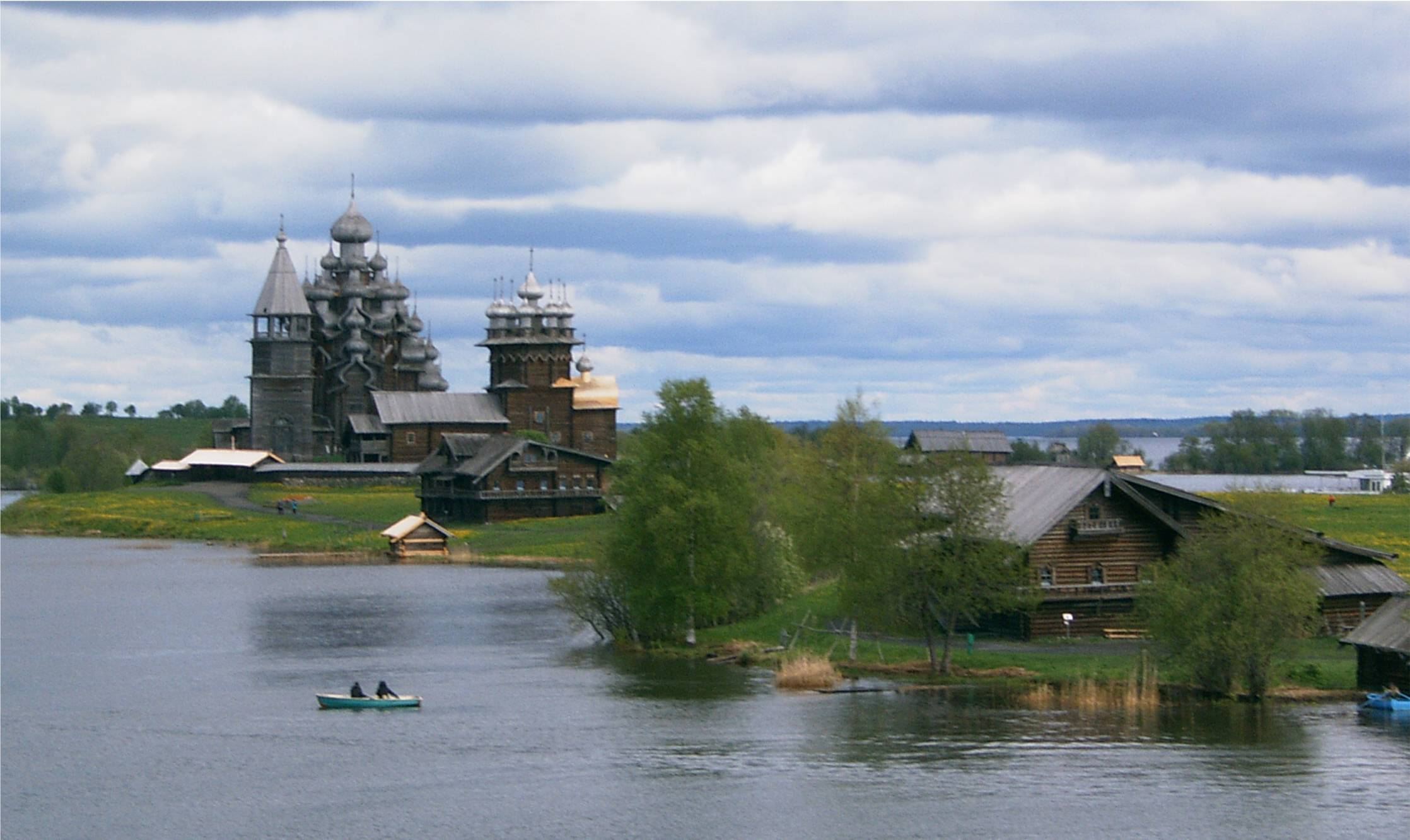

Кижський погост — лише один з п'яти випадково збережених комплексів в північно-західному регіоні Росії. Але його побудову та розміщення вважають типовим для малонаселених поморських районів з суворим кліматом та далеко розкиданими православними поселеннями. Зазвичай до погостів діставались або посуху, або (частіше) водою на човнах. Окрім значення релігійного центру, погости з величними вертикалями дзвіниць та шатрових церковних верхів виконували роль маяків та просторових ориєнтирів, що доведено дослідженнями сучасних архітекторів (Ушаков Ю. С. та інші). Загроза повного зникнення в 20 столітті подібних комплексів дерев'яної архітектури спонукала створити такий музейний заклад у січні 1966 р. На території комплексу проводять фольклорні свята та Дні ремесел.
Під час створення музейного закладу на острів звезено декілька дерев'яних споруд з інших місць, серед яких — каплиці, житлові та службові споруди, млини тощо. Сам погост (лише частина комплексу) обнесено новою огорожею через знищення первісної, оригінальної. Загальна кількість пам'яток на острові — близько 90. Для відвідин туристів слугують Покровська церква та селянські будинки.

## Розпланування

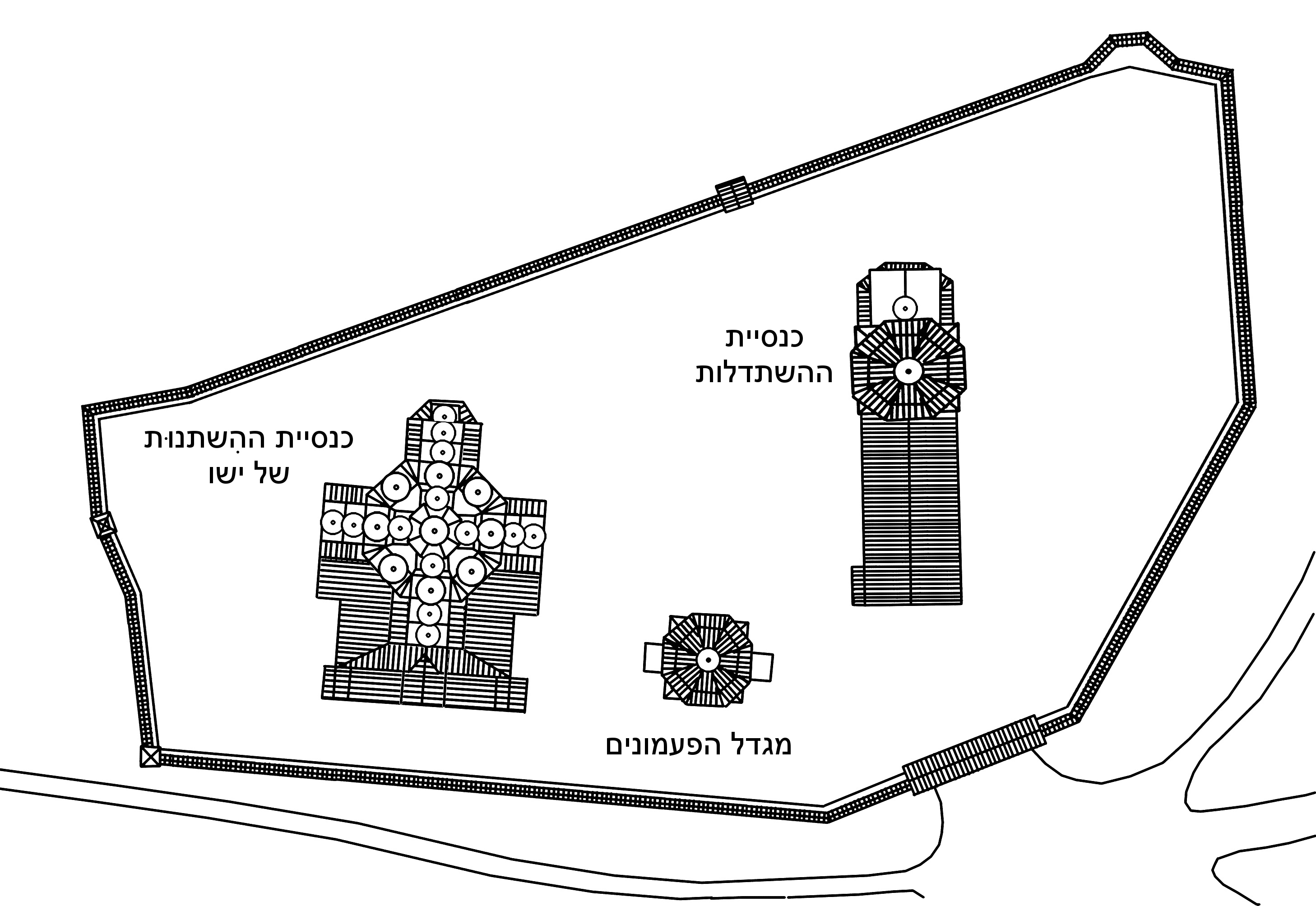
План погосту Кижі

Розпланування погосту — за трикутною схемою, що забезпечувало кругове сприйняття усіх споруд. При мінімумі будівель трикутною схемою забезпечувано різноманітність силуетних сполучень, гру об'ємів під час руху. Трикутну схему використано також у розплануванні інших храмових ансамблів у селах:
- Підпорожжя,
- Малошуйка,
- Заострів'я на річці Північна Двіна,
- Юрома на річці Мезень,
- Турчасово на річці Онега, (всі — Архангельська обл.)

## Будівничі
Відомостей про архітекторів Кижського погосту не збережено. Тому фахівці звернулись до аналогів. Так, розшуки в архівах довели, що дерев'яну Покровську церкву села Анхімово 1708 року (колишній Витегорський погост, Вологодська обл. Витегорський р-н) створила команда у 75 теслярів, серед яких значилися і 12 жінок. Головували в записах не майстри, а замовники Невзоров та Буняк, що дали гроші. Це один з небагатьох прикладів збережених відомостей про будівничих. Сама церква в селі Анхімово не збереглася, згоріла в 1960-ті роки.

## Споруди комплексу

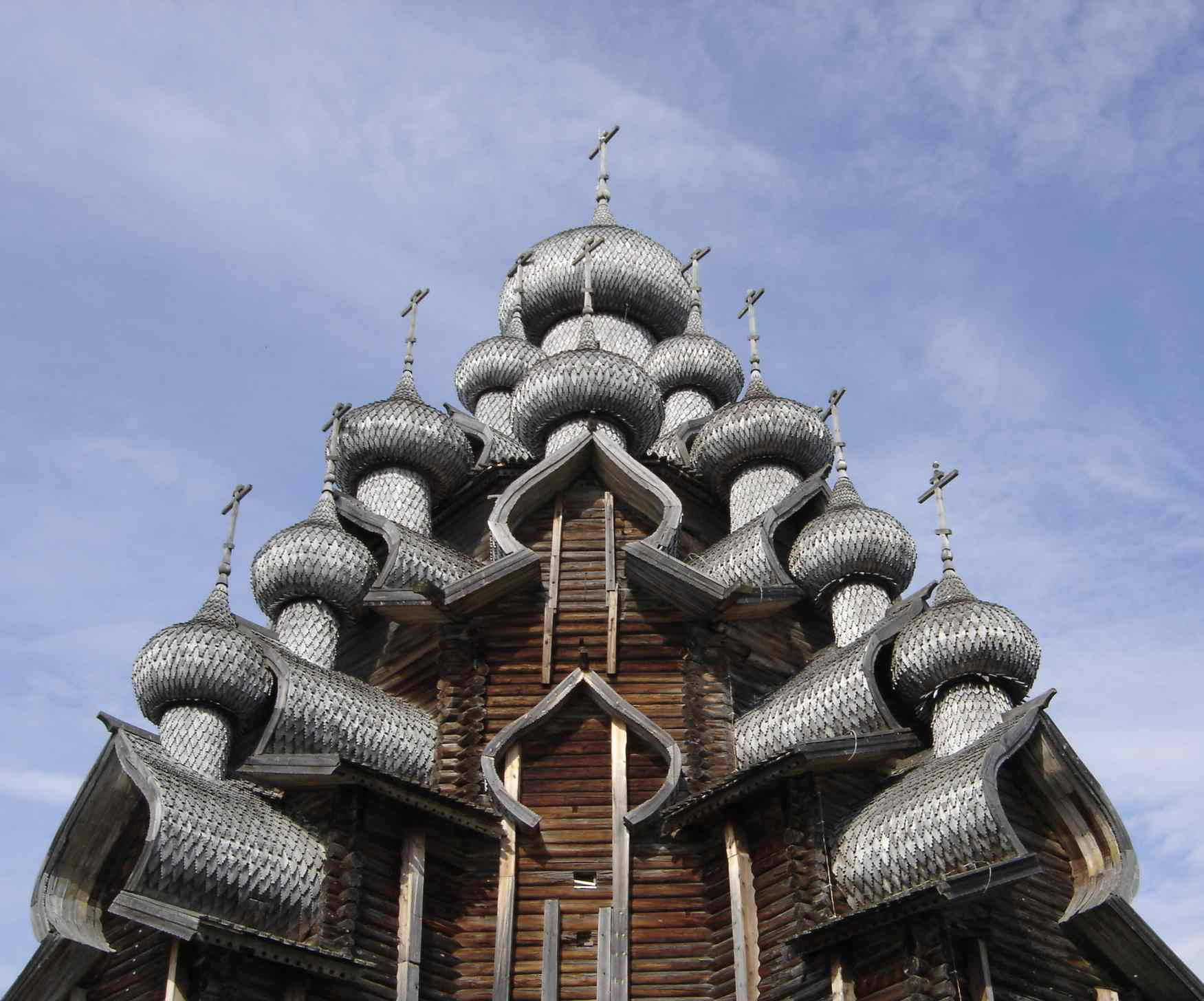
Преображенська церква (Кижі).

Церква Преображення Господня датується 1714 роком. За архівними даними, церкву побудовано на місті давньої, що була знищена під час пожежі. Загальна висота церкви — 37 метрів. За схемою — це восьмерики, план яких збагачено прирубами (прямокутними частинами) та похилими сходами, прикритими дахом на західному фасаді. Внутрішній об'єм церкви використано лише на одну третину. Величний силует храму теж слугував просторовим орієнтиром серед площинного краєвиду озера та острова. Побудова церкви досить оригінальна й не наслідувача ніяких взірців кам'яної архітектури.
Первісний іконостас Преображенської церкви втрачено. Колишня стеля на третину висоти церкви нині розібрана заради металевих конструкцій, зведених на повну внутрішню висоту споруди. Це зроблено з міркувань спостережень за станом стародавньої споруди та її колод. Храм був літнім, тобто використовувався для богослужінь лише влітку і печей не мав. Літні церкви погостів були зазвичай вищі за зимові.
Твердження, що церква створена без цвяхів, правдиве лише частково. Цвяхи не використовували в побудові стін, де були застосовані інші системи скріп. Але цвяхи використовували при побудові бань та куполів. Церква не мала звичного фундаменту, а стоїть на кам'яних брилах. При ремонті 1870 р. під західною частиною церкви створили бутовий фундамент на вапняному розчині.
На хвилі «благоліпного відновлення» на початку 19 ст. зовнішні стіни храму прикрили дошками, а дерев'яний леміш (дерев'яна імітація черепиці) був замінений на бляху. Під час реставрації церкви зовнішні дошки та бляху зняли, відновивши первісний вигляд споруди (реставрація — керівник Ополовников Олександр Вікторович). Але на збереження деревини це вплинуло погано і її стан погіршився. Аби загальмувати процеси гниття — використані хімічні препарати. З міркувань зміцнення стін зсередини використали металеві скоби. Ззовні стіни зміцнені вертикальними колодами, яких церква ніколи не мала. В приміщенні колишньої церкви встановлені прилади для вимірювання вологи, температури тощо. На верхній бані церкви встановлено блискавковідвід.

### Покровська церква

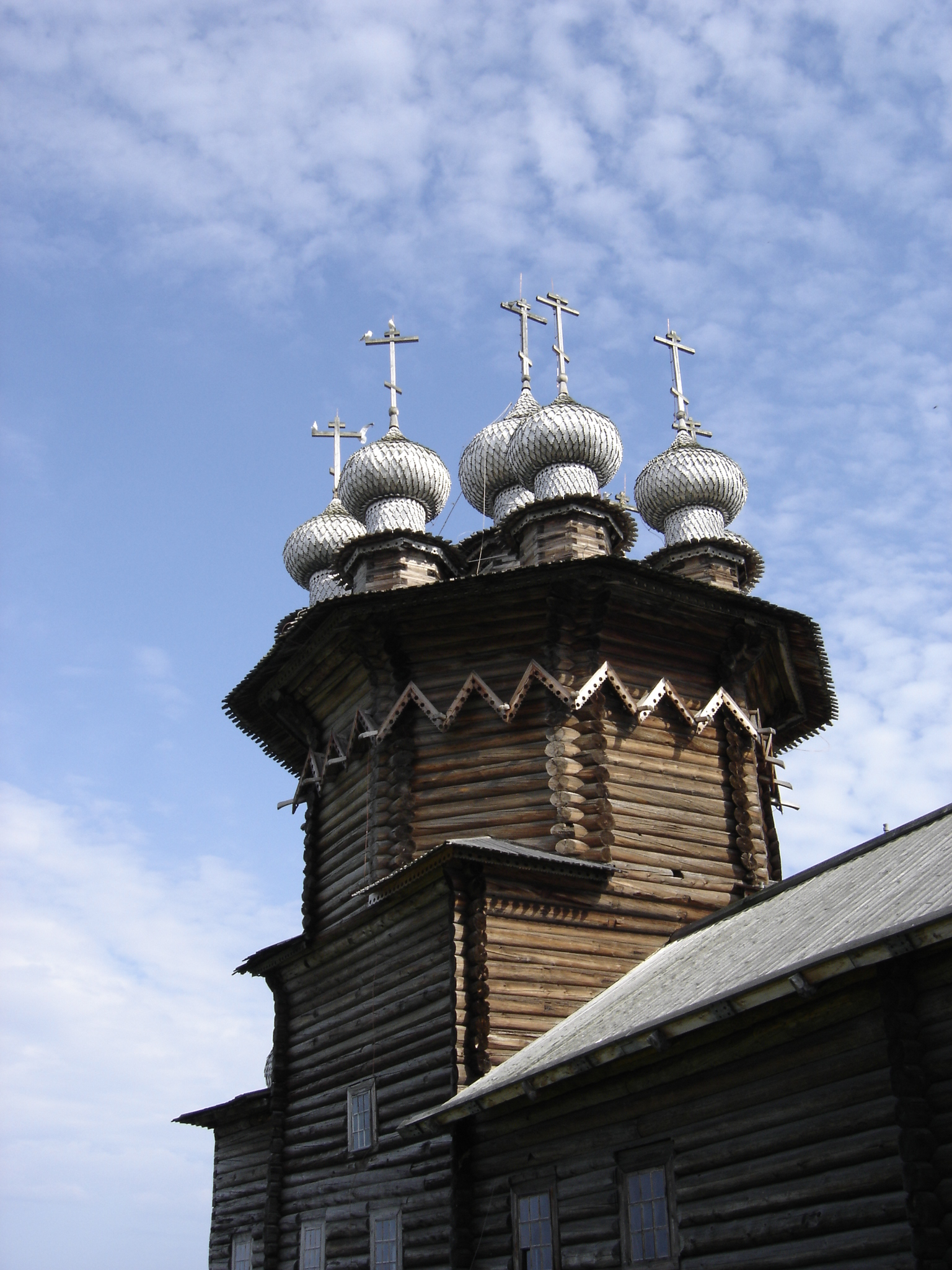
Верхня частина Покровської церкви.

Храм був зимовим, мав печі і опалення взимку. Службу правили з 1 жовтня до Великодня. Покровська церква побудована у 1764 р. і має тричастинний об'єм — висотна частина, трапезна, сіни та двосхилові сходи, прикриті дахом. Найцікавіша — висотна частина, де восьмерик на четверику прикрашений дев'ятьма банями з куполами, що перегукуються з двадцятьма двома куполами Преображенської церкви. Десята баня церкви стоїть на даху апсиди. Восьмерик цієї церкви зверху має уширення (повал), що підтримує (як консоль) значний винос даху для водовідведення дощової води. Церква менша за Преображенську і її бані сягають рівня лише третього ярусу бань Преображенської церкви.
Первісний іконостас Покровської церкви не збережено. У 1950-ті роки його відновили, він має чотири ряди ікон. Але ікони давні і датовані 17 століттям. За документами, це ікони, що були вивезені з Кіжського погосту у Фінляндію, а потім повернуті. Інтер'єр храму досить простий, головними були зовнішні фасади храму та його висотність.

### Дзвіниця
У 1862 р. стару дзвіницю розібрали через руйнацію, нову звели за старою схемою роком пізніше. Дзвіниця триярусна, восьмерик на четверику, дах — шатро. Під дзвіницею — бутовий фундамент, колоди — сосна та ялина, лемех — з осики. Нижня частина дзвіниці має два портали — північний та південний. Два інші — фальшиві, декоративні. Освітлення внутрішнього простору йде через арочні вікна порталів.

### Млин з вісьмома крилами

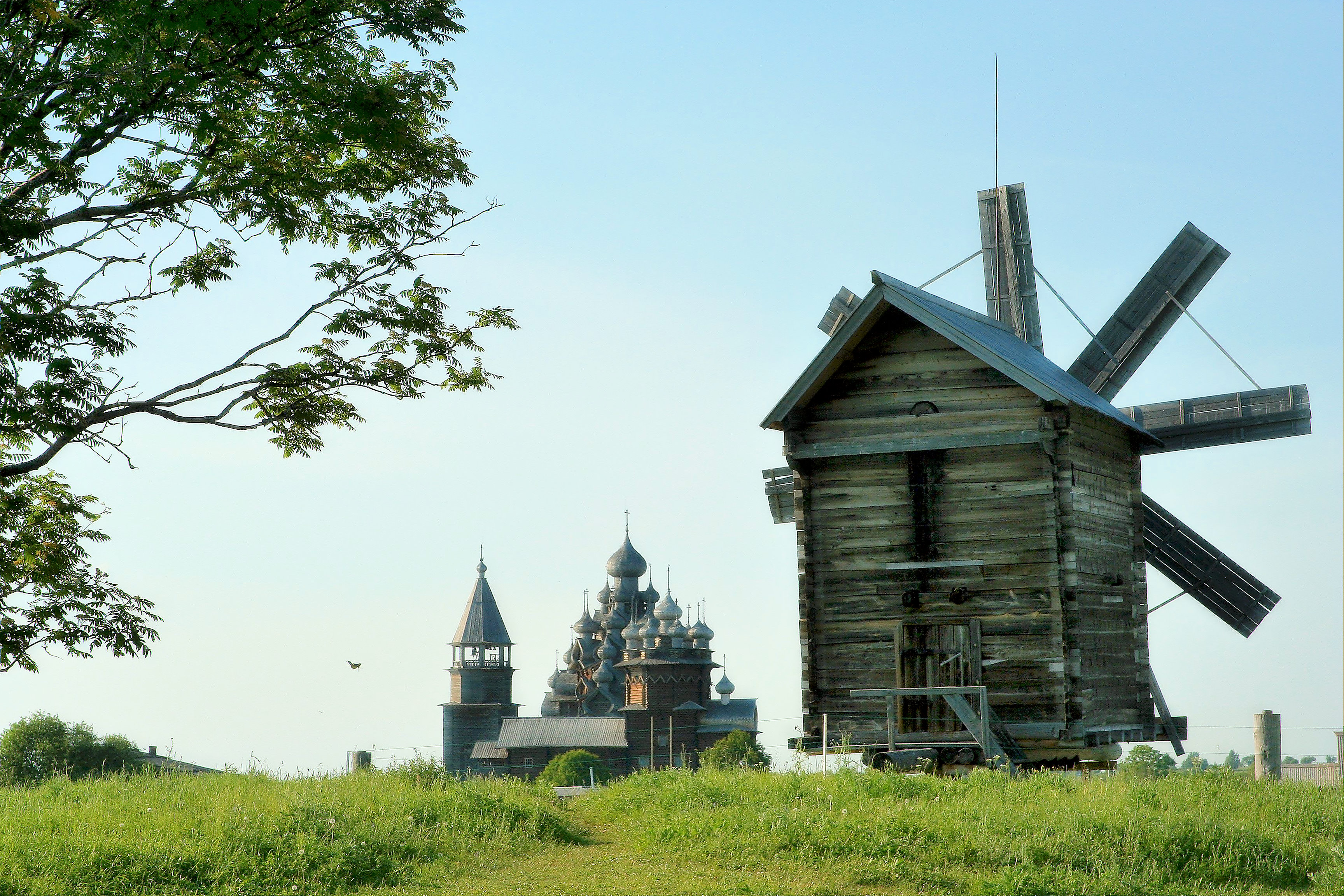

Млин-вітряк дерев'яний, зведений у 1928 р. за старими креслениками. Реставровано 1976 р. Є ще один млин з чотирма крилами, відреставровано 2010 р.

## Як дістатися
До острова Кижі можна дістатися човном на підводних крилах з міста Петрозаводськ, відстань 68 км за 1 годину. У зимовий період дістатися на острів можна гелікоптером.